# Edelestand du Méril
Edelestand Pontas du Méril (Valognes, 26 marzo 1801 – Passy, 24 maggio 1871) è stato un filologo e paleografo francese.

## Biografia
Figlio di un medico, cugino del letterato d'Aurevilly e dell'erudito Guillaume-Stanislas Trébutien, frequentò a Caen corsi di giurisprudenza, botanica, letteratura e archeologia. 
Nell'ottobre 1832 fondò con Trébutien una rivista di orientamento repubblicano, la Revue de Caen, di cui tuttavia uscì un solo numero. Due anni dopo iniziò a Parigi la pubblicazione di una rivista letteraria Revue critique de la philosophie, des sciences et de la littérature, la quale ebbe anch'essa breve vita. Si dedicò infine alla letteratura medievale e allo studio delle lingue dell'Europa del Nord. Nel 1839 apparvero i Prolégomènes d'una Histoire de la poésie scandinave, nel 1843 una Recueil de poésies populaires latines antérieures au XII siècle, e l'anno seguente si interessò ai rapporti fra la Normandia e la Scandinavia con l'opera Essai sur l'origine des runes. Da allora, e fino al 1865, continuò a studiare la cultura europea medievale interessandosi soprattutto alle origini del dramma e della versificazione romanza.

## Opere
- Philosophie du budget, Paris, Merlin,, 1835.
- Histoire de la poésie scandinave, Paris, Paris, Franck,, 1839.
- Essai philosophique sur le principe et les formes de versification, Paris, Brockhaus et Avenarius, Joubert,, 1841.
- Poésies populaires latines antérieures au douzième siècle, Paris, 1843.
- Essai sur l’origine des runes, Paris, 1844.
- La Mort de Garin le Loherain, Paris, 1846.
- Poésies populaires latines du Moyen Age, Paris, 1847.
- Dictionnaire du patois normand, Caen, Bernard Mancel, 1849.
- Les Origines latines du théâtre moderne, Paris, 1849.
- Mélanges archéologiques et littéraires, Paris, Franck, 1850.
- Essai philosophique sur la formation de la langue française, Paris, Franck, 1852.
- Poésies inédites du moyen âge, précédées d’une histoire de la fable ésopique, Paris, 1854.
- Floire et Blanceflor, poèmes du XIII siècle, publiés d’après les manuscrits avec une introduction, des notes et un glossaire, Paris, Jannet,, 1856.
- Des formes du mariage et des usages populaires qui s’y rattachent surtout en France pendant le Moyen-Age, Paris, A. Franck,, 1861.
- Études sur quelques points d’archéologie et d’histoire littéraire, Paris, 1862.
- Histoire de la comédie ancienne, Paris, Didier et Cie, 1869.